# Suberine
Suberine (kurkstof) is een wasachtige stof die voorkomt bij de hogere planten. De naam is afkomstig van de wetenschappelijke naam van de kurkeik, Quercus suber.

## Anatomie en fysiologie
Suberine is sterk waterafstotend (hydrofoob) en de belangrijkste functie is het droog houden van het onderliggende weefsel.
In wortels komt suberine voor in de radiale en transverse celwanden van de endodermiscellen. Dit wordt ook wel de schede van Caspary of bandjes van Caspary genoemd. Deze ring zorgt ervoor dat de wortel niet passief water kan opnemen.
In de bast komt suberine voor in de buitenste cellaag en in de lenticellen. Ook komt suberine voor in de schil van de netmeloen

## Structuur en biosynthese
Suberine heeft twee bestanddelen:
- een polyaromatisch en
- een polyalifatisch.

De polyaromatische bestanddelen komen hoofdzakelijk voor in de primaire celwand en de polyalifatische tussen de primaire celwand en het plasma membraan. De bestanddelen zijn kruisgewijs met elkaar verbonden. De samenstelling van suberine verschilt van soort tot soort. Sommige algemeen voorkomende alifatische monomeren bevatten α-hydroxyzuren (hoofdzakelijk 18-hydroxyoctadec-9-eenzuur) en α,ω-dizuren (hoofdzakelijk octadec-9-een-1,18-dizuur). De monomeren van de polyaromatische bestanddelen bestaan uit hydroxykaneelzuren en afgeleiden (derivaten) zoals feruloyltyramine.
Ook glycerol is bij sommige soorten een belangrijk bestanddeel van suberine. Glycerol zou de alifatische en mogelijk ook de polyalifatische monomeren binden aan polyaromatische verbindingen tijdens het aanmaken van suberine. De polymerisatie stap van aromatische monomeren bevat een peroxidase reactie.
De biosynthese van de alifatische monomeren bestaat uit dezelfde reacties als die bij cutine en de biosynthese van aromatische monomeren is gelijk aan die bij lignine. Lignine en suberine zijn de enige onregelmatige biologische polymeren (atactisch).